# قاي براء
قاي براء هو صحفي بلجيكي، ولد في 11 يوليو 1923 في ريغا في لاتفيا، وتوفي في 18 يونيو 2003 في مارسيليا في فرنسا.